# Neocogniauxia hexaptera
Neocogniauxia hexaptera är en orkidéart som först beskrevs av Célestin Alfred Cogniaux, och fick sitt nu gällande namn av Rudolf Schlechter. Neocogniauxia hexaptera ingår i släktet Neocogniauxia och familjen orkidéer. Inga underarter finns listade i Catalogue of Life.